# Piațeta Regelui din București

Monumentul din Piațeta Regelui

Piațeta Regelui din București se găsește la intersecția Șoselei Kiseleff cu Strada Ion Mincu, în apropierea Palatului Kiseleff în care Regele Mihai I a copilărit, alături de mama sa, Regina Elena, și a fost inaugurată la 25 octombrie 2012, cu ocazia zilei de naștere a Regelui Mihai I, la împlinirea vârstei de 91 de ani.
În colțul din nord-vest al piațetei se află un monument care are în centru bustul Regelui Mihai, îmbrăcat în uniformă militară, și plachete cu un fragment din discursul pe care acesta l-a susținut în Parlament în 2011, dar și cu o scurtă cronologie din istoria Familiei Regale a României, montate de-o parte și de alta a bustului.
Bustul din bronz, care are o înălțime de 135 de centimetri și este amplasat pe un soclu de 180 de centimetri, a fost realizat de sculptorul Valentin Tănase, membru al Uniunii Artiștilor Plastici din România. Opera de artă a fost cumpărată de Administrația Monumentelor și Patrimoniului Turistic direct de la autor, prin negociere.
La inaugurare au participat primarul capitalei Sorin Oprescu, regele însoțit de Principesa Margareta și de principii Radu și Nicolae, fostul președinte Emil Constantinescu, foștii premieri Călin Popescu Tăriceanu și Victor Ciorbea, ministrul Culturii, Puiu Hașotti, și președintele Academiei Române, Ionel Haiduc.
Orchestra Muzica Reprezentativă a Ministerului Apărării Naționale a intonat Imnul de stat și Imnul Regal, după care au ținut discursuri primarul Sorin Oprescu, istoricul Filip Lucian Iorga, academicianul Dinu C. Giurescu și Teodor Frunzeti, rectorul Universității Naționale de Apărare "Carol I" din București.